# Al-Muʿizz ibn Bādīs az-Zīrī
Al-Muʿizz ibn Bādīs az-Zīrī (arabisch المعز بن باديس الزيري, DMG al-Muʿizz b. Bādīs az-Zīrī; * 1008; † 1062), mit dem Beinamen Abū Tamīm Scharaf ad-Daula / أبو تميم شرف الدولة / Abū Tamīm Šaraf ad-Daula / ‚Abū Tamīm, Würde der Dynastie‘ war der vierte Herrscher der Ziriden in Ifrīqiya und regierte von 1016 bis 1062.
Nach dem Tod seines Vaters Badis ibn Mansur az-Ziri († 1016) wurde al-Muʿizz minderjährig auf den Thron gehoben. Er stand deshalb unter der Regentschaft einer Tante. 1016 kam es zunächst zu einem blutigen Aufstand in Ifriqiya. Die Residenz der Fatimiden in al-Mansuriya bei Kairouan wurde vollständig zerstört und 20.000 Schiiten massakriert. Auf Grund der Unruhen musste ein Waffenstillstand mit den Hammudiden in Algerien abgeschlossen und deren Unabhängigkeit 1018 endgültig anerkannt werden.
Al-Muʿizz übernahm 1022 die Regierung des Reichs. Das Verhältnis zu den Fatimiden war gespannt; als diese 1027 einen Aufstand der Zanata-Berber in Tripolitanien unterstützten, durch den die Ziriden die Kontrolle über diesen Teil des Reiches endgültig verloren.
Trotz der politischen Turbulenzen ermöglichte der wirtschaftliche Wohlstand zunächst eine umfangreiche Bautätigkeit. Allerdings geriet das Reich ab den vierziger Jahren des 11. Jahrhunderts in eine Wirtschaftskrise, die sich in Geldabwertungen, Epidemien und Hungersnöten niederschlug. Grund hierfür können die hohen Tribute gewesen sein, die die Ziriden jährlich an die Fatimiden abführen mussten (eine Million Golddinar im Jahr).
Als al-Muʿizz unter dem Einfluss der sunnitischen Rechtsgelehrten in Kairouan 1045 die Abbasiden in Bagdad als rechtmäßige Kalifen anerkannte, kam es zum endgültigen Bruch mit den Fatimiden.
Diese schoben die Beduinen der Banu Hilal und der Banu Sulaym von Ägypten nach Ifriqiya ab. Die Invasion der Beduinen in den Jahren 1051 und 1052 führte nach der Niederlage am Dschabal Haydaran zu schweren Verwüstungen, die vor allem die Landwirtschaft in Ifriqiya schwer trafen. Nach der Eroberung von Kairouan 1057 durch die Beduinen weitete sich die Anarchie aus. Die Ziriden verloren die Kontrolle über das Hinterland und konnten sich nur in den Küstengebieten behaupten. Al-Muʿizz floh in die von den Fatimiden gegründete Stadt al-Mahdiya und gab Kairouan auf. Durch die Bildung von Beduinenemiraten und die andauernde Unsicherheit auf dem Land richtete sich die Wirtschaft von Ifriqiya zunehmend auf das Mittelmeer aus, so dass die Küstenstädte durch Seehandel und Piraterie erheblich an Bedeutung gewannen.
Nachfolger von al-Muʿizz ibn Badis az-Ziri wurde Tamim ibn al-Muʿizz az-Ziri († 1108).